# Pfarrei-Initiative Schweiz
Die Pfarrei-Initiative Schweiz war eine durchgeführte Online-Unterschriftenaktion, die eine Erneuerung der römisch-katholischen Kirche fordert. Sie entstand im Jahr 2012 in Anknüpfung an die Pfarrer-Initiative in Österreich. Im Januar 2020 erfolgte ihre Selbstauflösung.

## Inhalt
Zu den Zielen der Pfarrei-Initiative gehörten unter anderem die gemäss römisch-katholischer Lehre nicht mögliche Priesterweihe von Frauen, Predigten von ausgebildeten Laien innerhalb der Eucharistiefeier sowie die Interkommunion. Sie wurde von über 540 Seelsorgern und über 1.000 Sympathisanten unterzeichnet. (Stand Mai 2013) Zudem wurde der Text der Initiative auf Französisch, Italienisch, Englisch und Spanisch übersetzt.

## Reaktionen
Die Positionen der Pfarrei-Initiative wurden von den Bischöfen der betroffenen Bistümer (St. Gallen, Basel und Chur) verurteilt und löste unterschiedliche Reaktionen aus. Die Seelsorger aus den Bistümern Chur und Basel mussten sich Anfang 2013 schriftlich rechtfertigen, die Seelsorger aus dem Bistümern Basel und St. Gallen wurden zum Dialog geladen. Die geforderte schriftliche Stellungnahme führte zur «Wallfahrt nach Chur» im Januar 2013. In St. Gallen fanden im Januar 2013 zwei Gespräche mit Bischof Markus Büchel statt, im Bistum Basel zwischen März und April 2013 fünf Gespräche mit Bischof Felix Gmür.
Im Februar 2013 forderte Bischof Vitus Huonder die Unterstützer der Initiative auf, aufgrund der kontradiktorischen Verkündigung ihre Missio canonica freiwillig zurückzugeben, was jedoch niemand tat. Das Vermittlungsangebot der protestantisch orientierten Schwyzer Landeskirche blieb ohne Ergebnis. Ende März 2013 erhielten die Bischöfe der drei betroffenen Bistümer eine Gesprächseinladung in den Vatikan.

## Internationale Vernetzung
Ende Januar 2013 trafen sich Vertreter der verschiedenen Initiativen aus Deutschland, Österreich und der Schweiz in München zur Vernetzung. Zudem wurde angekündigt, im Jahr 2013 die Initiativen auch international zu vernetzen.
In folgenden Ländern existieren weitere ähnliche Initiativen:
- Pfarrer-Initiative Deutschland
- Pfarrer-Initiative Österreich
- Irland
- USA